# 慶頼王
慶頼王（よしよりおう/やすよりおう）は、皇太子保明親王の第一王子。母は藤原時平の娘・仁善子。同母妹に煕子女王がいる。父親王の薨御に伴い醍醐天皇の皇太子（皇太孫）に立てられたが夭逝した。

## 経歴
延喜23年（923年）3月父の皇太子保明親王が薨御。醍醐天皇は親王を愛惜する余り、4月26日に親王の母（慶頼王の祖母）・藤原穏子を立后し、同月29日にわずか3歳の嫡孫慶頼王を皇太子に立てた。東宮傅には藤原定方、春宮大夫には藤原保忠を任じた。ところが、慶頼王も立太子から2年余り経た延長3年（925年）6月19日（一説に18日夜）、内裏の居所職曹司にて痢病により5歳で夭逝し、同月22日に神楽岡に葬られた。

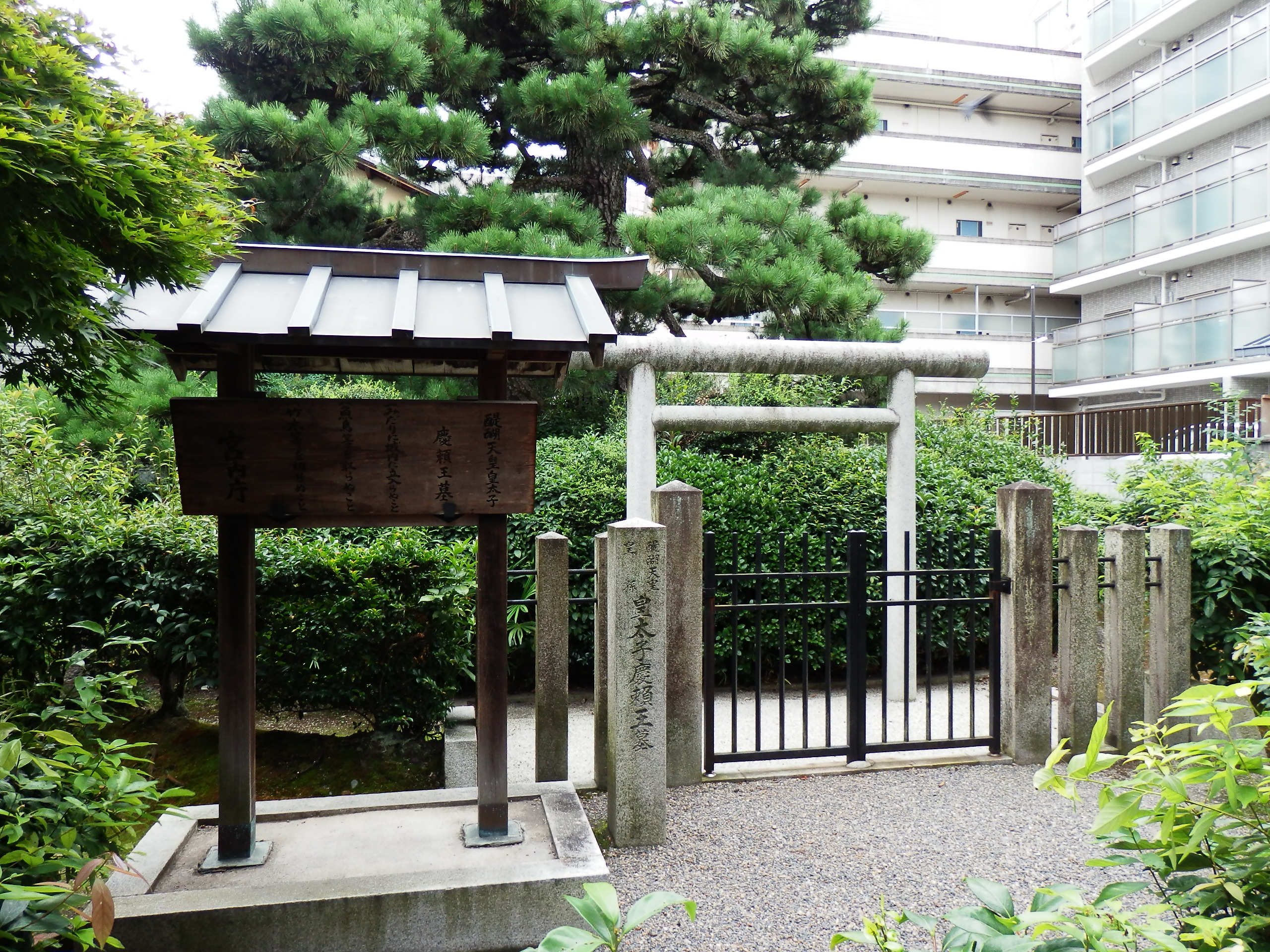
慶頼王墓（京都市左京区）

保明親王･慶頼王の父子はともに藤原時平との血縁が深かったため、両者の相次ぐ薨去は時平の追い落とした菅原道真の祟りによるものとの風評も立った。天皇は愛孫の急死を悲しみ、勅定して末代まで皇孫の立太子を戒めたと伝えられる。同年10月に2歳下の叔父寛明親王が皇太子に立つと、藤原氏の嫡流は次第に時平流から忠平流に移っていった。
墓は、神楽岡から近い京都市左京区吉田牛ノ宮町の住宅街に所在する円墳に治定され、宮内庁の管理下にある。